# 歌川芳中
歌川 芳中（うたがわ よしなか、生没年不詳）とは、江戸時代から明治時代にかけての浮世絵師。

## 来歴
歌川国芳の門人。明治6年（1873年）建立の一勇斎歌川先生墓表に、「現存」の国芳の門人として「芳中」の名があり、この頃まで存命の人物だったとみられるが、その他の経歴や作については不明。『浮世絵師便覧』と『浮世絵師伝』には国芳門人として「芳仲」の名が見られ、この「芳中」と同一人とされる。作画期は嘉永、または安政から明治にかけてといわれている。